# 三宅石庵

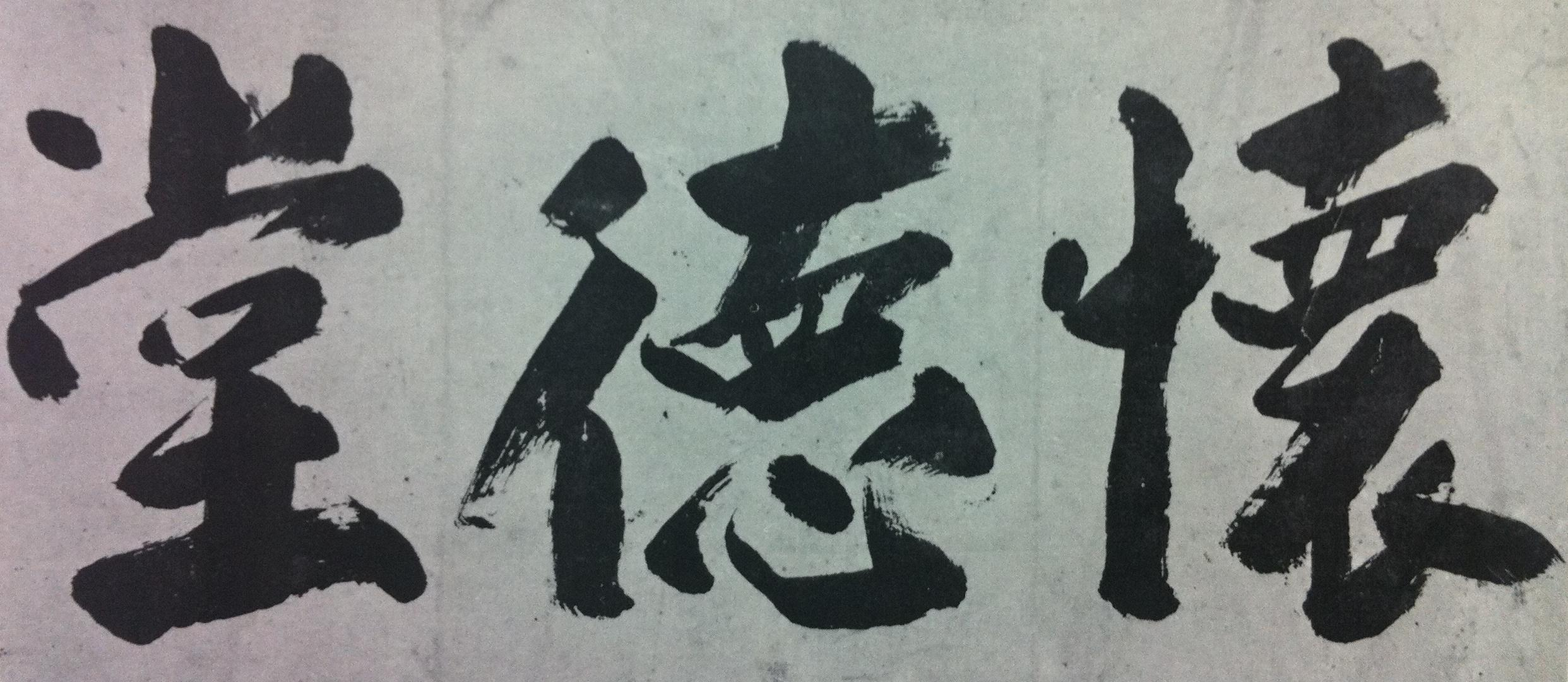
三宅石庵書。石庵は顔真卿の書風を学んだとされる。

三宅 石庵（みやけ せきあん、寛文5年1月19日（1665年3月5日） - 享保15年7月16日（1730年8月29日））は江戸時代中期の儒学者（折衷学派）。浅見絅斎門下。懐徳堂初代学主。名は正名、字は実父、通称は新次郎、別号に万年、俳号に泉石。弟に三宅観瀾がいる。
朱子学を始め、陽明学、古義学、医学などを奔放に取り込む石庵の学問は鵺学問と称され、懐徳堂の学風にも大きな影響を与えた。書家としても知られる。

## 生涯
寛文5年（1665年）、京都三条通に町人儒者三宅六兵衛道悦と妻田中氏の間に生まれた。弟観瀾と共に錦小路通高倉西入ルの浅見絅斎私塾で朱子学を学んだが、陽明学に傾倒したため、放蕩を理由に破門された。
元禄初年、江戸で観瀾と私塾を開くも振るわず、元禄10年（1687年）単独で帰京後、讃岐国多度郡琴平の豪農羽屋木村平右衛門寸木に招聘され、儒学を教授した。この間、京都の豪商とも人脈ができ、元禄13年（1701年）、大坂尼崎町二丁目御霊筋（大阪府大阪市中央区今橋四丁目）で私塾を開くと、町人を中心に多くの門弟を集めた。
正徳3年（1713年）8月、塾内が手狭のため、門弟の町人や木村家等の資金で用意した安土町二丁目北側に移転し、多松堂と号した。しかし、資金提供者の中に徳業でない者がいたとして、享保4年（1719年）8月、自身の資金で高麗橋三丁目苧屋三郎右衛門隠宅を借りて移転した。享保9年（1724年）3月、享保の大火で被災し、郊外平野の郷学含翠堂に避難、門弟への教授を続けた。
同年5月には門弟によって尼崎町一丁目北側（今橋三丁目）道明寺屋吉左衛門（富永芳春）隠宅に懐徳堂が設立され、その学主に就任した。享保11年（1726年）には中井甃庵により懐徳堂が官立とされ、10月5日の記念講義では『論語』『孟子』各第一章を説き、その内容は『万年先生論孟首章講義』として伝えられる。
享保15年（1730年）死去。墓地は河内国高安郡服部川村（大阪府八尾市服部川）神光寺。妻岡田氏と2男2女を儲けたが、次男以外は夭折し、次男三宅春楼が懐徳堂第三代学主となった。